# Charles Delahay
Charles Delahay   (Ontario, 19 de març de 1905 - Muskoka, 17 de març de 1973), a vegades escrit Delahaye o Delahey, va ser un jugador d'hoquei sobre gel canadenc que va competir durant la dècada de 1920.
El 1928 va prendre part en els Jocs Olímpics de Sankt Moritz, on guanyà la medalla d'or en la competició d'hoquei sobre gel.